# Alano di Solminihac
Alano di Solminihac (Belet, 25 novembre 1593 – Mercuès, 31 dicembre 1659) fu canonico regolare nel monastero di Chancelade e vescovo di Cahors; papa Giovanni Paolo II lo ha proclamato beato nel 1981.

## Il culto
La causa del beato Alano è stata introdotta il 6 agosto 1783; il 19 giugno 1927 papa Pio XI ha autorizzato la Congregazione delle cause dei santi a promulgare il decreto sulle virtù eroiche del vescovo, riconoscendogli il titolo di venerabile.
Nel 1979 la Santa Sede ha riconosciuto l'autenticità di un miracolo attribuito all'intercessione del venerabile Alano (la guarigione da una ferita al ventre, avvenuta nel 1661, di una bambina di Montauban).
È stato beatificato da papa Giovanni Paolo II il 4 ottobre 1981 in Piazza San Pietro a Roma.
Il suo elogio si legge nel Martirologio romano al 31 dicembre, giorno della sua morte.

## Genealogia episcopale
La genealogia episcopale è:
- Arcivescovo Filippo Archinto
- Papa Pio IV
- Cardinale Giovanni Antonio Serbelloni
- Cardinale Carlo Borromeo
- Cardinale Ottavio Paravicini
- Cardinale Giambattista Leni
- Cardinale Giovanni Francesco Guidi di Bagno
- Arcivescovo Charles de Montchal
- Vescovo Alano di Solminihac, C.R.S.A.